# Agave
Agave (Agave americana) är en suckulent växtart inom agavesläktet och familjen agaveväxter. De tjocka, grågröna bladen kan bli upp till två meter långa och omkring 20 centimeter breda. Bladkanterna är taggiga med en vass tagg i spetsen av bladet. Agaven kan blomma med upp till 8 meter höga och 30 cm i basdiameter tjocka blomstänglar. Det tar årtionden tills den blommar, men själva blomningen går mycket fort. Plantan dör efter blomningen men växten utvecklar ur sin rotstock nya skott. En enskild agaveplanta blommar bara en gång
Växten har tidvis kallats "den hundraåriga aloen" trots att den endast blir 5–10 år i Amerika eller 50–60 år i drivhus innan blomstängeln skjuter fram. På stängeln växer en kandelaberformig spira ut, med ända upp till 4 000 gulaktiga, nektarproducerande blommor. 
Namnet agave kommer från grekiskans agavos och betyder ädel eller stolt. Americana betyder amerikansk. Har ibland kallats hundraårig aloe på svenska, trots att den varken är hundraårig eller en aloe.

## Förekomst
Agave americana härstammar från Mexiko och växer naturligt där och i södra USA. Med hjälp av människan har den spritts till många andra områden. På 1500-talets mitt överfördes agaven från Mexiko till medelhavsländerna där den spritt sig och är helt viltväxande.

## Odling
Agave behöver en ljus och solig plats året runt. Den bör vattnas rikligt när den vattnas, men det är viktigt att jorden får torka ordentligt mellan vattningarna. Vintertid går det endast åt liten mängd vatten för att växten ska få normala växtförhållanden. I de suckulenta bladen lagras nämligen vatten vilket gör att den klarar långa perioder utan vatten. Beroende på hur fort man vill att plantan ska bli stor kan man ge den näringslösning en gång i veckan eller en gång i månaden från vår till höst. Vintertid ska den inte ha någon näring alls. Trivs bra i rumstemperatur från vår till höst, men vintertid klarar den temperaturer ner till 2 °C, men 5-10 °C är bäst. Trivs bäst utomhus under sommaren. Omplantering sker på våren men bara när plantan växt ur sin kruka, vilket kan ta flera år. Blanda gärna in extra sand och lecakulor i jorden för dräneringens skull. Agave förökas genom att man skiljer de sidoskott som utvecklas på moderplantan och planterar dem i egna krukor. Före planteringen låter man dem ligga och torka ett par dagar. 
Colombia var 2021 det största produktionslandet för agave, följt av Mexiko, Nicaragua, Ecuador, Filippinerna och Kuba.

## Användning
Bladens köttiga massa kan beredas till mat och ur saften, som stiger med fart ur stängeln, kan man bereda en dryck, så kallad pulque, som efter jäsning och destillering blir ett starkt berusande brännvin, mescal eller mejical. Dessa blads mycket smidiga fibrer kan användas ungefär som hampafibrer, till exempel till hängmattor, och kallas pita eller falsk manillahampa. De torkade blomskaften har använts som rakstriglar.
Agavens blad används för takläggning. Av växtfibrerna tillverkas tråd, rep och mattor. Förr i tiden tillverkades också spjut och andra vapen av växten.
Flera olika sorters agave kan användas för framställning av tequila men minst 51 procent av den destillerade produkten måste komma från tequilaagave.

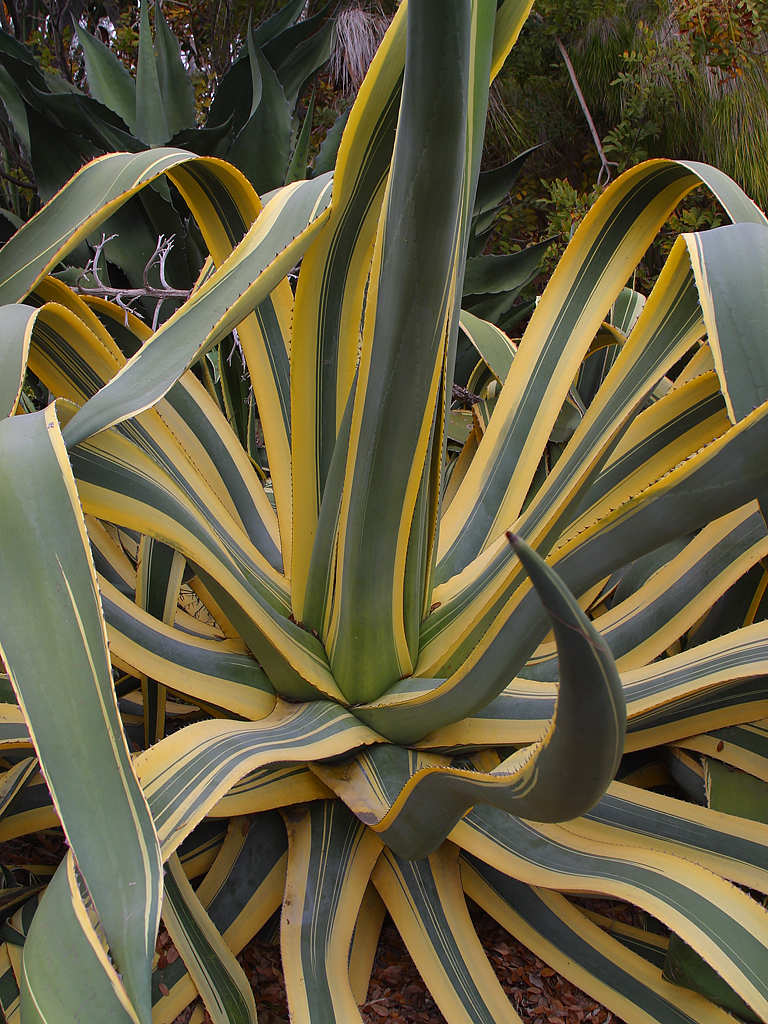
'Marginata Aurea'

## Underarter
Två underarter erkänns:
- subsp. protamericana Gentry 1982 - blad 80–135 cm, 4–6 gånger längre än de är breda. Fruktkapsel 3,5.4 cm (Texas och nordöstra Mexiko).

- subsp. americana - blad 100–200 cm långa, 6–10 gånger längre än de är breda. Fruktkapslar 4–8 cm. Av denna underart erkänns tre varieteter:
  - var. americana - bladens spetstagg 3–5 cm, bladen ofta böjda.
  - var. expansa (Jacobi) Gentry 1972 - bladens spetstagg 2–3 cm, bladen rakt upprätta Från Arizona
  - var. oaxacensis H.S. Gentry (1982)

## Sorter
- 'Cornelius' - ('Hummel's Dwarf Cornelius', 'Marginata Aurea Monstrosa', 'Monstrous Dwarf', 'Quasimoto',) dvärgväxande, endast 45–60 cm i diameter. Blad med breda gula, vågiga kanter,
- 'Marginata Alba' - blad med vita kanter, i övrigt som 'Marginata Aurea'.
- 'Marginata Aurea' - ('Aureomarginata', 'Luteo-viride Marginata') blad ofta böjda och bågformade, med gula kanter. Den största sorten.
- 'Medio-picta' - medelstor planta. Blad med ett brett ljusgul mittrand. Bladen hålls upprätta.
- 'Medio-picta Alba' - liten till medelstor sort. Blad med vit mittrand. Bladen är svagt krökta.
- 'Picta' - är ett samlingsnamn för alla brokbladiga sorter.
- 'Striata' - ('Variegata') medelstor stort. Blad med flera vita strimmor. Bladen hålls vanligen upprätta. Reverterar lätt.
- 'Variegata' - storvuxen. Blad med runna gula eller vita kantband. Bladen hålls upprätta.

## Synonymer
subsp. americana var. americana
- Agave altissima Zumagl. 1864
- Agave americana f. picta (Salm-Dyck) Voss 1895
- Agave americana f. virginica (Miller) Voss 1895
- Agave americana var. latifolia Torrey 1858
- Agave americana var. marginata Trelease 1914
- Agave americana var. mediopicta Trelease 1914
- Agave americana var. oaxacensis H.S.Gentry 1982
- Agave americana var. picta (Salm-Dyck) Terrac. 1885
- Agave americana var. striata Trelease 1914
- Agave americana var. subtilis (Trelease) Valenz.-Zap. & Nabhan 2004
- Agave americana var. theometel (Zuccagni) Terracc. 1885
- Agave communis Gaterau 1789
- Agave complicata Trelease ex Ochoterana 1912
- Agave felina Trelease 1920
- Agave fuerstenbergii Jacobi 1870
- Agave gracilispina Engelmann ex Trelease 1914
- Agave ingens A.Berger 1912
- Agave melliflua Trelease 1914
- Agave milleri Haworth 1812
- Agave ornata Jacobi 1865
- Agave picta Salm-Dyck 1859
- Agave ramosa Moench 1794
- Agave rasconensis Trelease 1920
- Agave spectabilis Salisbury 1796
- Agave subtilis Trelease 1920
- Agave subzonata Trelease 1920
- Agave theometel Zuccagni
- Agave variegata hort. ex Steud. 1821-24
- Agave vera-cruz Miller 1768
- Agave virginica Miller 1768 nom. illeg.
- Agave zonata Trelease 1914

subsp. americana var. expansa
- Agave expansa Jacobi 1878
- Agave abrupta Trelease 1920